# Erik Larsen (tenista)
Erik Øckenholt Larsen (Copenhague, Dinamarca el 23 de agosto de 1880, fecha de fallecimiento desconocida) fue un jugador de tenis danés a principios del siglo XX.

## Carrera
Larsen fue uno de los primeros jugadores de Dinamarca, junto con Thorkil Hillerup, en competir en los Campeonatos de Wimbledon en individuales en 1905. Perdió su partido de primera ronda contra William Larned. En 1913, alcanzó la cuarta ronda, que siguió siendo su mejor resultado en el torneo. Ese mismo año, llegó a la final del British Covered Court Championships, la cual perdió en cuatro sets contra Percival Davson.
Larsen ganó el título en los campeonatos daneses de 1905 a 1908. Además, compitió en las competiciones de individuales y dobles mixtos (con Sofie Castenschiold) en los Juegos Olímpicos de Verano de 1912, pero no pudo ganar ninguna medalla.